# 東和良
東 和良（あずま かずよし、2月3日 - ）は、日本の男性声優。岩手県出身。アイ・タクト所属。

## 人物
かつてはオフィスCHK、ウィングウェーヴに所属していた。

## 出演

### テレビアニメ
2012年
- 宇宙兄弟（クラウド）

2015年
- アクエリオンロゴス（取締役会議長）
- ルパン三世 PART IV（リオネロ、刑事）

2016年
- ルパン三世 イタリアン・ゲーム（リオネロ）

2018年
- ルパン三世 PART5（ミスターB）

### ゲーム
- リゼルクロス（2007年、ドミナス大佐）
- ドラゴンクエストVIII 空と海と大地と呪われし姫君 3DS版（2015年、バウムレン、ボストロール、神官、神父、宿屋の店主）
- 薔薇に隠されしヴェリテ（2016年、メルシー伯爵[2]）
- アサシン クリード ヴァルハラ（2020年、バシム[3]）

### ドラマCD
- りりあんドール

### 吹き替え
- 赤い靴（ディミトリ）
- アクシデントマン:ヒットマンズホリデー（ビッグ・レイ〈レイ・スティーヴンソン〉）
- アルティメット・サイクロン（ポークチョップ）
- イケメン・バンド（シウバ）
- ヴァンパイアX（カオ）
- 宇宙船レッド・ドワーフ号（スワロー〈リチャード・ン〉）
- エマニエル夫人 愛と背徳の肖像
- エレメンタリー ホームズ&ワトソン in NY
- おさるのジョージ
- 疑惑の影（ノートン）
- ゲットバッカーズ（ヴィック〈ダニー・トレホ〉）
- 孔子の教え（弟子）
- GODZILLA ゴジラ（ジョーンズ[4]）
- ザッツ・マイ・ボーイ（スティーブ・スピルー）
- シックスAN（ジェームス）
- 自転車泥棒（警察官）
- ジャーナリスト事件簿 〜匿名の影〜（トーレ・ヴェロス〈テリエ・ストロムダール〉）
- ジャイアント（ペクパ）
- JACK（パトリック）
- ジャックとジル（カーター）
- 人生はマラソンだ!（レオ〈マルティン・バン・ワールデンベルグ〉）
- スティーヴン・キング ファミリー・シークレット（ホルト〈スティーヴン・ラング〉）
- 戦場のレクイエム
- ターザン:REBORN（大臣1[5]）
- 黄昏（ジョージJr）
- 007/ノー・タイム・トゥ・ダイ（ポーター[6]）
- デッドロック2（看守）
- 12 twelve（マリー）
- ドクター・フー（レッグ、ダヴロス）
- Dr.HOUSE（バーギン）
- トラブルインハリウッド（ショーン）
- トランスフォーマー/ロストエイジ（CIA長官）
- ドルフ・ラングレン ゾンビ・ハンター（エリクソン）
- ハーレイ・クインの華麗なる覚醒 BIRDS OF PREY（ミスター・キオ〈フランソワ・チャウ〉[7]）
- 犯罪捜査官ネイビーファイル（マギダ）
- 爆音家族（ダン）
- パンデミック・アメリカ（オルムステッド）
- ファイナル・デッドコースター（司祭）
- ふたつの恋と砂時計（大学教授）
- ボルケーノ・シティ（グレイ少佐〈レイモンド・J・バリー〉）
- ミリオンダラー・アーム（トム・ハウス〈ビル・パクストン〉）
- 私を野球につれてって（マイク）
- グランド・ツアー シリーズ（ジェームズ・メイ）
- James May: Our Man in Japan（ジェームズ・メイ）
- ジェームズ・メイの料理に挑戦!（英語版）（ジェームズ・メイ）[8]

### 映画
- テルマエ・ロマエII（ローマ人の声）

### ボイスオーバー
- 巨大環境テクノロジー 地熱エネルギー
- GLOBAL WARNING（オーバーペック）
- タイタニックのアキレス腱
- タイタニック号の最後
- 地球の歴史（ボールトン）
- 七つの大罪（ブラッド・マスケル）
- ノストラダムスの失われた書（ノストラダムス）
- ヒストリーチャンネル「モンスタークエスト」
- メーデー！

### CM
- TCM
- 本庄鮮魚センター